# Liść, dzieło Niggle’a
Liść, dzieło Niggle’a (ang. Leaf by Niggle) – opowiadanie napisane przez J.R.R. Tolkiena w latach 1938–1939, po raz pierwszy opublikowane w styczniu 1945 w magazynie Dublin Review. Obecnie publikowane jest m.in. w książce Tolkiena pt. Drzewo i Liść.
Liść, dzieło Niggle’a można uznać za alegorię procesów twórczych Tolkiena i, w pewnym stopniu, również jego życia.

## Wprowadzenie
Artysta imieniem Niggle żyje w społeczeństwie, które nie ceni sztuki. Pracuje więc dla samego siebie – maluje obraz wielkiego drzewa pośrodku lasu. Każdy liść swego drzewa oddaje z wielkim przywiązaniem do szczegółu, dzięki czemu są one unikatowe i piękne. Następnie Niggle wyrzuca swoje pozostałe dzieła lub przybija je do głównego obrazu, który staje się bogatym ucieleśnieniem jego wizji.
Jednakże nagromadzenie żmudnych obowiązków sprawia, że Niggle nie może poświęcić tyle pracy swojemu dziełu, na ile by zasługiwało, a więc pozostaje ono nieukończone i niezrealizowane. Niggle zaczyna powoli zdawać sobie sprawę, że musi przygotować bagaże do dalekiej wędrówki.

## Interpretacje
Czytanie Liścia pod kątem religijnym pozwala wysnuć konkluzję, że na płaszczyźnie alegorycznej opowiada o życiu, śmierci, czyśćcu i raju. Inna z interpretacji mówi o tym, że opowiadanie to jest ilustracją religijnej filozofii Tolkiena jeśli chodzi o proces tworzenia, w tym tworzenia własnych światów. Według tej filozofii, prawdziwe tworzenie jest wyłącznie domeną Boga, a tworzenie własnych wersji Jego dzieł jest jednym ze sposobów, w jaki śmiertelnicy mogą czcić Jego imię.
Sam Tolkien nie zgadzał się z interpretacjami opierającymi się na alegoriach. W jednym ze swoich listów stwierdził po prostu: Nie lubię Alegorii. W innym miejscu napisał o Liściu: Nie jest to tak naprawdę właściwa „alegoria”, tylko raczej „mityczna” opowieść. Jednakże w innym liście stwierdził „Próbowałem pokazać za pomocą alegorii jak [tworzenie światów] może być częścią Tworzenia na pewnej płaszczyźnie w moim ‘czyśćcowym’ opowiadaniu Liść.